# Mario Henao Vallejo
Carlos Mario Henao Vallejo (Envigado, 26 de enero de 1942 - Cocorná, 23 de noviembre de 1989) fue un narcotraficante colombiano del Cartel de Medellín.

## Biografía
Era cuñado de Pablo Escobar, luego de que este se casara con Victoria Eugenia Henao cuando esta tenía 15 años, aunque, tanto Mario como el resto de la familia Henao no aceptaron esta relación se vieron obligados a aceptarla cuando se casaron en 1976.

## Muerte
El 23 de noviembre de 1989 murió en la finca 'El Oro' en el municipio de Cocorná en un operativo del Bloque de búsqueda, en medio de este operativo relámpago el Bloque trataba de capturar a Pablo Escobar, Mario fue abatido desde un helicóptero policial artillado donde recibió varios impactos de bala que finalmente lo dieron por muerto en esta finca.
Este fue uno de los golpes de más contundencia al cartel de Medellín y el primero de contundencia de parte del Bloque de búsqueda, después de este hecho vinieron hechos como la Operación Apocalipsis, donde murió Gonzalo Rodríguez Gacha, la muerte del jefe de sicarios John Jairo Arias Tascón; la muerte de Gustavo Gaviria Rivero, entre otros golpes a la organización.

## En la cultura popular
- En la serie Pablo Escobar, el patrón del mal fue interpretado por el actor Tommy Vásquez, llamado en la serie con el nombre de Héctor Fabio Urrea.